# 자궁 이식
자궁 이식은 자궁이 없는 사람을 위해 기증자의 자궁을 다른 사람에게 이식하는 일이다. 생물학적 여성에게 성공적으로 수행되어 일부 출산에 성공했으나, 면역억제가 필요하고 건강상의 문제가 있을 수 있다.

## 같이 보기
- 인공자궁
- 배양자궁
- 뮐러관 무발생
- 장기 이식